# Orientalismo en Argentina
El orientalismo, que designa los estudios sobre el Cercano Oriente (o Medio Oriente) y el Extremo Oriente, tiene una larga tradición académica en Argentina. Especialmente relevantes son los estudios relacionados con el antiguo Oriente, en particular la Egiptología, los Estudios bíblicos y la Asiriología. 

## Historia
Varios factores confluyeron para hacer de Argentina el país con más tradición orientalística de Latinoamérica desde principios del siglo XX, entre ellos la presencia de una elite económica y política deseosa de seguir las últimas tendencias académicas en Europa, la existencia de una tradición universitaria laica y autónoma de los poderes de turno, y la presencia de estudiosos bíblicos provenientes de las varias colectividades religiosas con sede en Argentina, especialmente la católica, protestante y judía (la colectividad judía argentina es la más numerosa de América Latina).
La Egiptología y los Estudios Bíblicos se desarrollaron desde finales del siglo XIX, pero solo desde mediados del siglo XX alcanzan status académico, especialmente con los estudios pioneros de Abraham Rosenvasser, profesor de historia del Antiguo Oriente en la Universidad Nacional de La Plata y la Universidad de Buenos Aires. Rosenvasser, formado en los estudiosos bíblicos, codirigió las excavaciones franco-argentinas en el sitio antiguo egipcio de Aksha, en Sudán. Fue también el fundador del Instituto de Historia Antigua Oriental (IHAO) de la UBA. Su tradición académica fue seguida por las egiptólogas Perla Fuscaldo y Alicia Daneri. Ricardo Caminos, eminente egiptólogo argentino de la Brown University (EE. UU.), fue contemporáneo de Rosenvasser.
Los Estudios Bíblicos tienen la fuerte impronta de las colectividades religiosas presentes en Argentina. La investigación bíblica católica se concentró en seminarios e instituciones como la Facultad de Teología de la Pontificia Universidad Católica Argentina, los estudios bíblicos protestantes en el Instituto Universitario ISEDET, y los judíos en el Seminario Rabínico Latinoamericano. Uno de los estudiosos bíblicos de renombre fue Severino Croatto, profesor en el Instituto Universitario ISEDET y en la Universidad de Buenos Aires.
Las civilizaciones del Extremo Oriente, que incluyen los estudios sobre China, Japón y Corea, están concentrados principalmente en la Universidad del Salvador, donde el Padre Ismael Quiles fundó la Escuela de Estudios Orientales. Asimismo son de destacar a Vicente Fatone,Fernando Tola Mendoza y Carmen Dragonetti en los estudios sobre la India con respecto a las tradiciones del Yoga, el Vedanta y el budismo.

## Enseñanza e investigación actuales
No existen estudios orientalísticos a nivel de grado para la Egiptología (solo a nivel de posgrado en lugares como la Universidad de Buenos Aires y la Pontificia Universidad Católica Argentina), aunque sí para los Estudios Bíblicos (en la Pontificia Universidad Católica Argentina, en el Seminario Rabínico Latinoamericano, y en la Universidad Adventista del Plata) y del Extremo Oriente (en la Universidad del Salvador). La situación de los estudios de historia del Cercano Oriente Antiguo y Asiriología es variada gracias a la presencia de especialistas en varias universidades y centros de investigación, aunque hasta el día de hoy no existen en el país programas de grado o posgrado específicos.
La investigación se concentra en varias instituciones universitarias y no-universitarias. Entre las primeras puede mencionarse el Centro de Estudios de Historia del Antiguo Oriente (CEHAO) de la Pontificia Universidad Católica Argentina, editor de la revista de investigación Antiguo Oriente (AntOr) y las Monografías sobre el Antiguo Cercano Oriente (ANEM); el Instituto de Investigaciones de la Facultad de Ciencias Sociales (IICS), también de la Pontificia Universidad Católica Argentina; la Universidad Adventista del Plata, editora de la revista DavarLogos; el Instituto de Historia Antigua Oriental (IHAO) de la Universidad de Buenos Aires, editor de la Revista del Instituto de Historia Antigua Oriental (RIHAO); el Centro de Estudios sobre Diversidad Cultural (CEDCU) que edita Claroscuro, de la Universidad Nacional de Rosario; la Escuela de Estudios Orientales de la Universidad del Salvador, fundada por el sacerdote jesuita  Ismael Quiles; el Centro de Estudios de Oriente Medio (CEMO) y el extinto Instituto Universitario ISEDET, donde se publica la revista Cuadernos de Teología. Entre las instituciones no-universitarias se destacaba la ya extinta Unidad de Investigaciones sobre el Cercano Oriente Antiguo del CONICET.

## Instituciones científicas
- Centro de Estudios de Historia del Antiguo Oriente (CEHAO), Pontificia Universidad Católica Argentina
- Centro de Estudios sobre Diversidad Cultural (CEDCU), Universidad Nacional de Rosario
- Escuela de Estudios Orientales (EEO), Universidad del Salvador
- Instituto de Historia Antigua Oriental (IHAO), Universidad de Buenos Aires
- Instituto de Investigaciones de la Facultad de Ciencias Sociales (IICS), Pontificia Universidad Católica Argentina
- Instituto Superior Evangélico de Estudios Teológicos. ISEDET
- Seminario Rabínico Latinoamericano

## Publicaciones científicas
- Antiguo Oriente (AntOr), CEHAO
- Claroscuro, CEDCU, UNR
- Cuadernos de Teología, ISEDET
- Damqatum, CEHAO
- DavarLogos, Universidad Adventista del Plata
- Monografías sobre el Antiguo Cercano Oriente (ANEM), CEHAO
- Revista Bíblica, Asociación Bíblica Argentina
- Revista de Estudios de Egiptología (REE), Programa de Estudios de Egiptología
- Revista del Instituto de Historia Antigua Oriental (RIHAO), IHAO

## Orientalistas
- Vicente Fatone
- Pablo Andiñach
- Ariel Bagg
- Alejandro Botta
- Ricardo Caminos
- Severino Croatto
- Alicia Daneri
- Carmen Dragonetti
- Víctor Manuel Fernández
- Betina Faist
- Perla Fuscaldo
- Amir Gorzalczany
- René Krüger
- Jorge María Mejía
- Jorge Roberto Ogdon
- Ismael Quiles
- Luis Heriberto Rivas
- Adolfo Roitman
- Abraham Rosenvasser
- Andrea Seri
- Abraham Skorka
- Juan Straubinger
- Fernando Tola Mendoza